# Volksabstimmungen in der Schweiz 1987
Dieser Artikel bietet eine Übersicht der Volksabstimmungen in der Schweiz im Jahr 1987.
In der Schweiz fanden auf Bundesebene sieben Volksabstimmungen statt, im Rahmen zweier Urnengänge am 5. April und 6. Dezember. Dabei handelte es sich um vier fakultative Referenden, zwei Volksinitiativen und ein obligatorisches Referendum.

## Abstimmungen am 5. April 1987

### Ergebnisse
| Nr. | Vorlage                                                                                                   | Art | Stimm- berechtigte | Abgegebene Stimmen | Beteiligung | Gültige Stimmen | Ja        | Nein      | Ja-Anteil | Nein-Anteil | Stände | Ergebnis |
| --- | --- | --- | ------------------ | ------------------ | ----------- | --------------- | --------- | --------- | --------- | ----------- | ------ | -------- |
| 344 | Asylgesetz, Änderung vom 20. Juni 1986                                                                    | FR  | 4'223'673          | 1'790'092          | 42,38 %     | 1'752'412       | 1'180'082 | 0'572'330 | 67,34 %   | 32,66 %     | –      | ja       |
| 345 | Bundesgesetz über Aufenthalt und Niederlassung der Ausländer, Änderung vom 20. Juni 1986                  | FR  | 4'223'673          | 1'783'989          | 42,24 %     | 1'707'487       | 1'122'027 | 0'585'460 | 65,71 %   | 34,29 %     | –      | ja       |
| 346 | Eidgenössische Volksinitiative «für die Mitsprache des Volkes bei Militärausgaben (Rüstungsreferendum)»   | VI  | 4'223'673          | 1'791'628          | 42,41 %     | 1'760'846       | 0'714'209 | 1'046'637 | 40,56 %   | 59,44 %     | 2½:20½ | nein     |
| 347 | Bundesbeschluss vom 19. Dezember 1986 über das Abstimmungsverfahren bei Volksinitiativen mit Gegenentwurf | OR  | 4'223'673          | 1'785'014          | 42,25 %     | 1'708'657       | 1'080'992 | 0'627'665 | 63,27 %   | 36,73 %     | 21:2   | ja       |

### Asylgesetz
Das 1981 in Kraft getretene Asylgesetz definierte den Begriff des Flüchtlings und schrieb im Detail das Verfahren bei Asylgesuchen vor. Aufgrund der stark ansteigenden Zahl der Asylgesuche erwies sich das Gesetz trotz einer ersten Revision im Jahr 1983 als ungenügend, weshalb der Bundesrat im Dezember 1985 weitere Anpassungen beantragte. Damit sollten Gesuche rascher behandelt und ablehnende Entscheide schneller durchgesetzt werden können. Das Parlament verabschiedete das Gesetz mit geringfügigen Modifikationen, worauf die überstimmten linken Partien, gewerkschaftliche und religiöse Organisationen sowie Hilfsorganisationen das Referendum ergriffen. Sie argumentierten, die Revision folge einer Mentalität des «vollen Bootes», obwohl die Gesamtzahl der anerkannten und asylsuchenden Flüchtlinge nur ein paar Promille der schweizerischen Bevölkerung ausmachten. Elementare rechtsstaatliche Prinzipien wie der Anspruch auf Anhörung und das Recht auf persönliche Bewegungsfreiheit würden eingeschränkt. Problematisch seien auch die geplante Ausschaffungshaft und die Befugnis des Bundesrates, das Recht auf Asyl auch in Friedenszeiten ausser Kraft setzen zu dürfen. Die Befürworter, zu denen bürgerliche und Rechtsaussenparteien gehörten, wollten in erster Linie erreichen, dass der Bund seine Handlungsfähigkeit im Asylwesen zurückgewinnt und den grossen Andrang überhaupt bewältigen könne. Ausserdem sei die Ausschaffungshaft nur als letztes Mittel vorgesehen, wenn alle anderen Massnahmen nicht genügten. Mehr als zwei Drittel der Abstimmenden nahmen die Vorlage an.

### Ausländergesetz
Damit die Bestimmungen des neuen Asylgesetzes überhaupt vollzogen werden konnten, waren mehrere Anpassungen im Ausländergesetz erforderlich. Diese betrafen insbesondere die genaue Vorgehensweise bei Landesverweisen und Ausschaffungshaft sowie die Koordination zwischen dem Bundesamt für Polizei und den Kantonspolizeien. Auch hier ergriffen die gleichen Kreise mit Erfolg das Referendum. Beide Vorlagen waren eng miteinander verknüpft, weshalb die Argumente dafür und dagegen weitgehend deckungsgleich waren. Die Zustimmung fiel leicht tiefer aus.

### Rüstungsreferendum
Der sozialdemokratische Nationalrat Andreas Herczog wollte 1979 mit einer parlamentarischen Initiative erreichen, dass Kredite über 100 Millionen Franken für Rüstungsvorhaben dem fakultativen Referendum unterstellt werden, war damit aber nicht erfolgreich. Später beschloss der Parteitag der SP gegen den Willen der Geschäftsleitung, eine ähnliche Volksinitiative zu lancieren. Diese wurde im Mai 1983 eingereicht und forderte, dass Bundesgesetze, die Verpflichtungskredite über die Beschaffung von Kriegsmaterial beinhalten, dem Volk vorgelegt werden müssen, falls 50'000 Stimmberechtigte oder acht Kantone dies verlangen. Bundesrat und Parlament waren der Ansicht, die Referendumsmöglichkeit gegen Militärkredite würde die Beschaffung von Kriegsmaterial erschweren, verzögern und verteuern, weshalb sie das Begehren zurückwiesen. Neben einem grösseren Teil der SP unterstützten nur kleine Linksparteien die Initiative. Die Befürworter sahen in einem Rüstungsreferendum einen substanziellen Ausbau der Volksrechte und vertraten die Ansicht, die Bevölkerung müsse bei wichtigen Rüstungsgeschäften mitentscheiden können. Die bürgerliche Gegenseite hielt das Anliegen für nicht umsetzbar: Da Rüstungsmaterial weitgehend der Geheimhaltung unterliege, könne eine umfassende Information der Stimmberechtigten kaum bewerkstelligt werden. Fast drei Fünftel der Abstimmenden lehnten die Vorlage ab, allerdings erzielte sie mit Ja-Mehrheiten in den Kantonen Basel-Stadt, Genf und Jura einen Achtungserfolg.

### Volksinitiativen mit Gegenentwurf
Beschloss das Parlament, einer Volksinitiative einen direkten Gegenentwurf gegenüberzustellen, besassen die Stimmberechtigten bisher nur die Möglichkeit, entweder der einen oder der anderen Vorlage zuzustimmen. Ein so genanntes «doppeltes Ja» war hingegen nicht erlaubt, was wiederholt für Kritik sorgte. Es hiess, der Wille des Souveräns könne auf diese Weise nicht korrekt erfasst werden, denn Stimmende, die in jedem Fall eine Änderung anstrebten und deshalb beide Vorschläge anzunehmen bereit wären, könnten ihren Willen nicht ausdrücken. Mehrere Vorstösse aus dem Parlament und den Kantonen veranlassten den Bundesrat im Jahr 1984, eine entsprechende Verfassungsänderung vorzuschlagen. Zukünftig sollte die Zustimmung zu zwei verknüpften Vorlagen gleichzeitig möglich sei, wobei die Entscheidung über die bevorzugte Variante mittels einer Stichfrage herbeigeführt werden müsste. Eine knappe Parlamentsmehrheit gab dem Systemwechsel seine Zustimmung. Während die Linke, die CVP und kleinere Parteien die Vorlage unterstützten, lehnten SVP, FDP, LPS und EDU sie ab. Jedoch widersetzten sich etliche Kantonalsektionen der bürgerlichen Bundesratsparteien dem Beschluss ihrer Mutterpartei. Die Gegner behaupteten, das neue Verfahren sei zu kompliziert und überfordere die Stimmberechtigten. Sie bestritten auch die innovationshemmende Wirkung des bisherigen Verfahrens. Dem hielten die Befürworter entgegen, dass der Wille des Souveräns bisher mehrmals verfälscht worden sei. Die Umstellung sei eine demokratische Notwendigkeit, ausserdem müsste nicht mehr jeder einzelne Stimmzettel auf «verbotene» Stimmen kontrolliert werden. Mit mehr als 63 Prozent fiel die Zustimmung deutlicher aus als erwartet, Nein-Mehrheiten resultierten nur in den Kantonen Schwyz und Wallis.

## Abstimmungen am 6. Dezember 1987

### Ergebnisse
| Nr. | Vorlage                                                                        | Art | Stimm- berechtigte | Abgegebene Stimmen | Beteiligung | Gültige Stimmen | Ja        | Nein      | Ja-Anteil | Nein-Anteil | Stände | Ergebnis |
| --- | ------------------------------------------------------------------------------ | --- | ------------------ | ------------------ | ----------- | --------------- | --------- | --------- | --------- | ----------- | ------ | -------- |
| 348 | Bundesbeschluss vom 19. Dezember 1986 betreffend das Konzept Bahn 2000         | FR  | 4'251'027          | 2'027'274          | 47,68 %     | 2'001'750       | 1'140'857 | 0'860'893 | 56,99 %   | 43,01 %     | –      | ja       |
| 349 | Eidgenössische Volksinitiative «zum Schutz der Moore - Rothenthurm-Initiative» | VI  | 4'251'027          | 2'026'350          | 47,66 %     | 1'997'003       | 1'153'448 | 0'843'555 | 57,76 %   | 42,24 %     | 20:3   | ja       |
| 350 | Bundesgesetz über die Krankenversicherung, Änderung vom 20. März 1987          | FR  | 4'251'027          | 2'026'041          | 47,65 %     | 1'989'678       | 0'571'447 | 1'418'231 | 28,72 %   | 71,28 %     | –      | nein     |

### Bahn 2000
1985 stellten die Schweizerischen Bundesbahnen ein neues Angebotskonzept für den gesamten Eisenbahnverkehr vor. Im Kern des Konzepts Bahn 2000 stand die Absicht, den Bau von Neubaustrecken für den Eisenbahn-Hochgeschwindigkeitsverkehr mit einem qualitativen Ausbau des Angebots in allen Landesteilen zu verknüpfen. Ebenso sollten häufigere und zusätzliche Direktverbindungen sowie bessere Anschlüsse zu deutlich kürzeren Gesamtreisezeiten führen. Bezüglich der Linienführung der Neubaustrecke Mattstetten–Rothrist, dem Kernprojekt von Bahn 2000, entbrannte eine heftige Diskussion um nicht weniger als fünf verschiedene Varianten. Schliesslich einigte sich das Parlament auf die Variante «Süd Plus», die mit der anschliessenden Ausbaustrecke Solothurn–Wanzwil auch dem Jurasüdfuss ein besseres Angebot gewährleisten sollte. Entsprechend erhöhte das Parlament den Finanzierungsrahmen von 5,1 auf 5,4 Milliarden Franken. Gegen die mit grosser Mehrheit verabschiedete Vorlage ergriffen Gegner der Neubaustrecke erfolgreich das Referendum, das aber nur von Rechtsaussenparteien Unterstützung erhielt. Die Opposition richtete sich nicht gegen den Angebotsausbau, sondern in erster Linie gegen den Kulturlandverlust. Alle übrigen Parteien unterstützten die Vorlage, die schliesslich mit deutlicher Mehrheit angenommen wurde. Vor allem Bewohner städtischer Zentren stuften Bahn 2000 als vorteilhaft ein (insbesondere in Bezug auf den Umweltschutz), während ländliche Regionen skeptischer waren.

### Rothenthurm-Initiative
In der Gemeinde Rothenthurm im Kanton Schwyz plante die Schweizer Armee den Bau eines Waffenplatzes im grössten Hochmoor der Schweiz, was in den 1980er Jahren landesweit zu kontroversen Diskussionen über den Landschaftsschutz führte. Bundesrat Georges-André Chevallaz, der Vorsteher des Militärdepartements, signalisierte keinerlei Kompromissbereitschaft, worauf die Betroffenen mit Unterstützung des WWF im September 1983 eine Volksinitiative einreichten. Diese verlangte, dass Moore von nationaler Bedeutung zu Schutzobjekten erklärt werden und dass darin weder Anlagen gebaut noch Bodenveränderungen vorgenommen werden dürfen. Davon ausgenommen sollten nur bereits bestehende landwirtschaftliche Gebäude und Schutzbauten sein. Obwohl Chevallaz einen möglichen Aufschub der Bauarbeiten andeutete, genehmigte das Parlament den Kreditbeschluss deutlich. 1985 verbot das Bundesgericht dem Militärdepartement, einen Teil des beanspruchten Geländes vor Abschluss des laufenden Enteignungsverfahrens in Besitz nehmen zu dürfen. Die Gegner der Initiative, zu denen alle bürgerlichen Parteien und die Schweizerische Offiziersgesellschaft gehörten, unterschätzten das gestiegene Umweltbewusstsein der Bevölkerung und versuchten, das Anliegen zu einer Gefahr für die gesamte Landesverteidigung hochzustilisieren. Die überwiegend links stehenden Befürworter wehrten sich erfolgreich gegen den Vorwurf, grundsätzliche Armeegegner zu sein. Sie betonten mit Nachdruck, dass es ihnen lediglich um die Bewahrung wertvoller landwirtschaftlicher Gebiete und einer einzigartigen Naturlandschaft gehe. Ihre Kampagne appellierte an Emotionen und das patriotische Heimatgefühl, womit sie bis weit ins bürgerliche Lager hinein Sympathien erringen konnten. Überraschend deutlich schaffte die Vorlage das Volks- und Ständemehr; nur in den Kantonen Schwyz, Thurgau und Wallis resultierten Nein-Mehrheiten.

### Kranken- und Mutterschaftsversicherung
In den 1980er Jahren liess nicht nur die dringend notwendige Revision des Krankenversicherungsgesetzes auf sich warten, sondern auch die konkrete Umsetzung des seit 1945 in der Bundesverfassung verankerten Auftrags zur Schaffung einer Mutterschaftsversicherung. Im August 1981 präsentierte der Bundesrat einen entsprechenden Gesetzesentwurf. Nach einem sehr langen parlamentarischen Verfahren kam ein Kompromiss zustande, mit dem niemand so richtig zufrieden war, weshalb gleich von zwei Seiten das Referendum ergriffen wurde. Ein vom Gewerbeverband angeführtes Komitee wollte in erster Linie die Mutterschaftsversicherung verhindern. Hingegen bekämpften eine in der Romandie tätige Ärztegruppe und Vertreter von Privatkliniken die Reformen der Krankenversicherung, da sie einen grösseren bürokratischen Aufwand befürchteten, der zulasten der medizinischen Qualität gehen würde. Die Befürworter der Revisionen betonten die Dringlichkeit von Massnahmen gegen die Kostenexplosion im Gesundheitswesen und die stetig steigende Prämienbelastung der Versicherten. Doch die Diskussion während der Abstimmungskampagne drehte sich bald nur noch um die Mutterschaftsversicherung, sodass die Krankenversicherungsreform nur noch wenig Beachtung fand. Mehrere Kantonalparteien der FDP, der SVP und der CVP stellten sich gegen ihre Mutterpartei und empfahlen, ein Nein in die Urne zu legen. Letztlich lehnten fast drei Viertel der Abstimmenden die Vorlage ab.